# 王卓雅
王卓雅（英語：Valarie Wong Cheuk-nga，1995年9月8日—），前香港西貢區議會厚德選區議員，曾任厚德社區主任。
王卓雅曾擔任民主黨林紹輝的兼職議員助理及劉慧卿的全職議員助理。2016年在謝正楓介紹下加入將軍澳民生關注組，擔任全職社區主任，並在2019年成功當選厚德選區區議員。2020年9月5日與同為區議員的李賢浩及李嘉睿宣布退出將軍澳民生關注組。

## 參選區議會
2019年，王卓雅代表區政聯盟及將軍澳民生關注組出戰西貢厚德區議會選舉，與民建聯莫繡安角逐議席。競選期間曾遭一名支持建制派的男子非禮。最終得到5244票(59.44%)，高票擊敗只有3579票的莫繡安，當選成為厚德首位民主派的區議員。但最終因宣誓問題失去區議員資格。

## 示威中被捕
在2020年2月8日晚上，正值COVID-19在港散播之時，因為多個示威者反對把於將軍澳富寧路的普通科診所作處理COVID-19輕症之用，以及當日適逢科大學生周梓樂墮樓身亡三個月之時，多名網民前往將軍澳區內聚集。之後警方多番以暴力清場，包括拘捕記者，例如一名在尚德邨採訪的城市大學《城市廣播》記者, 在尚明樓被拘捕。而另一名《癲狗日報》記者亦被拘捕。而根據西貢區議員陳嘉琳指出， 60名被捕人士當中，有5人為區議員，包括王氏、新民主同盟的馮君安、將軍澳青年力量的陳煒烈、蔡明禧和馮的黨友兼區議會主席鍾錦麟；當中馮和鍾是以涉嫌非法集結捕。

## 歷屆選舉結果
| 政党   | 政党             | 候选人    | 票数  | %     | ±      |
| ------ | ---------------- | --------- | ----- | ----- | ------ |
|        | 將軍澳民生關注組 | ①. 王卓雅 | 5,244 | 59.44 | 不適用 |
|        | 民建聯           | ②. 莫繡安 | 3,579 | 40.56 | 不適用 |
| 多数票 | 多数票           | 多数票    | 1,665 | 18.88 | 不適用 |